# Gnadauer Posaunenbund
Der Gnadauer Posaunenbund ist ein Zusammenschluss von vierzehn (2012) Landesverbänden, die evangelische Gemeinschaftsposaunenchöre betreuen und mit weiteren 29 Bläserwerken im EPiD, dem Evangelischen Posaunendienst in Deutschland, zu einer Vereinigung von 120.000 Bläsern in Deutschland zusammengefasst sind.

## Leitbild
Grundlage des Verbandes sind die christlichen Grundwerte. Mit ihrer Musik wollen die Bläser Menschen auf Jesus Christus aufmerksam machen und die Herrliche Botschaft in die Welt hinein blasen. Nach ihrem Verständnis passt sich die Posaunenmusik dabei dem modernen Menschen und der heutigen Zeit an.

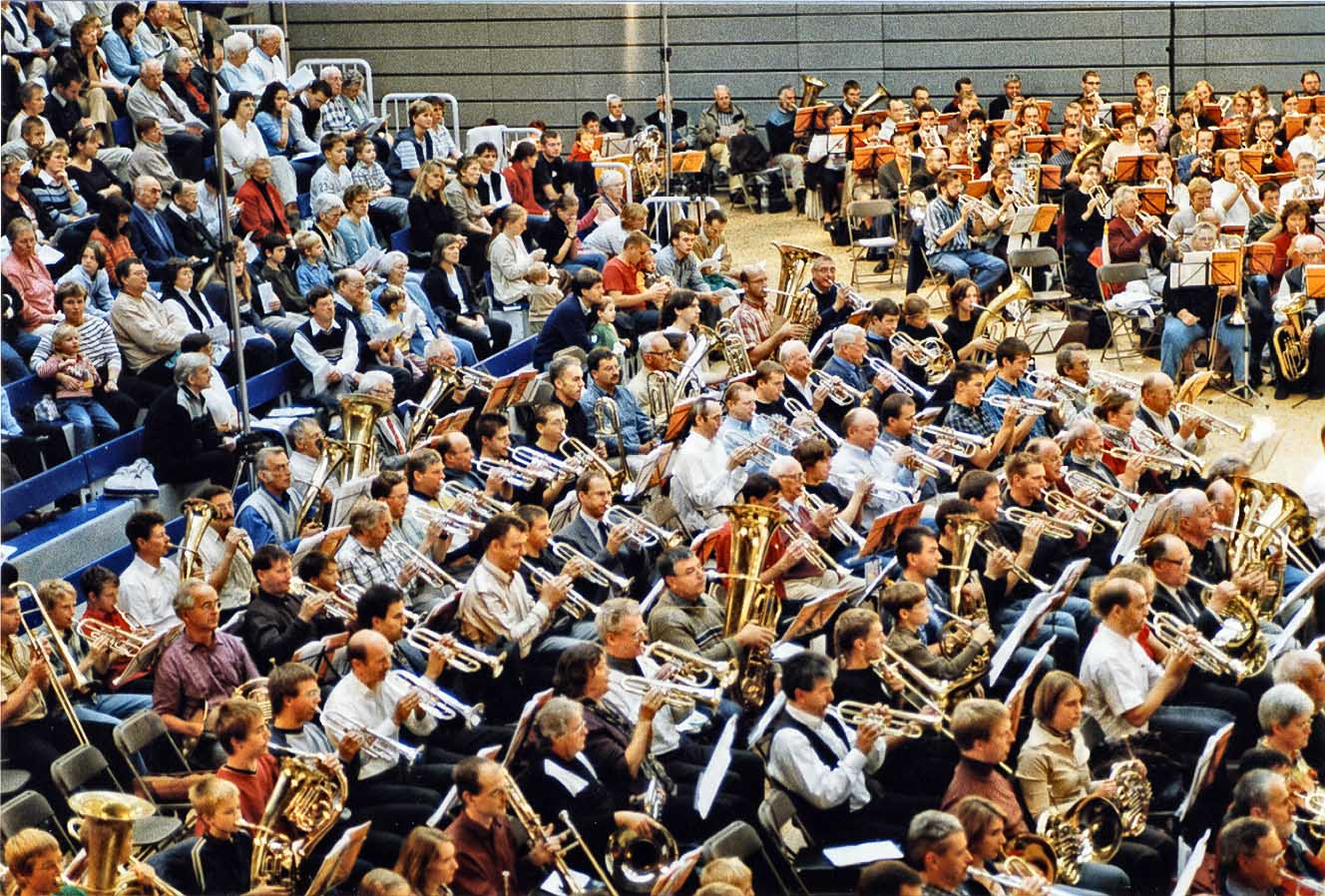
Bundesposaunenfest 10. Oktober 2004 Dresden

## Aufgaben
Der gemeinnützige Verein hat die Aufgabe, die angeschlossenen Landesverbände geistlich zu rüsten, musikalisch (z. B. in Form von Chorleiterschulungen oder Jungbläserfreizeiten) zu fördern und bei der Organisation von Veranstaltungen zu unterstützen. Weiterhin bietet er einen Notenservice, eine Instrumentenbörse und organisiert jährlich stattfindende Hauptversammlungen und alle fünf Jahre das Bundesposaunenfest. Die Arbeit wird ehrenamtlich geleistet. Die Mitglieder erhalten die vierteljährliche Verbandszeitschrift: bläserruf.

## Name
Die Wurzeln des Verbandes liegen in der Gnadauer Gemeinschaftsbewegung. 1888 fand die erste Pfingstkonferenz der Gemeinschaftsbewegung in Gnadau statt, weil dieser Ort eine Herrnhuter Siedlung besaß. Dieser Name hat sich dann auf die Gemeinschaftsbewegung und der damit verbundenen Organisationen übertragen.

## Geschichte

### Vorgeschichte
Bereits 1725 gründete Nikolaus Ludwig in Zinzendorf erste Posaunenchöre. Während des Deutsch-Französischen-Krieges in den Jahren 1870 und 1871 fand ein Feldgottesdienst in Zeiskam in der Pfalz statt. Eine Militärkapelle blies dabei Choräle, die eigentlich zu singen waren. Das gefiel den Anwesenden und der dort wirkende Prediger Adam Ewald aus Chrischona gründete am 19. November 1885 in Zeiskam (Pfalz) den ersten Posaunenchorverein Deutschlands. In der Gründungsurkunde steht u. a.:
§ 1 Jedes Mitglied des Chores verpflichtet sich: ...

f) das Instrument nie für Tanzmusik zu gebrauchen.
Die transponierende Notation orientierte sich an der Militärmusik. Erst 1923 wurde auf die klingende Notation nach Johannes Kuhlo umgestellt. Es gab keine Notenpulte, die handschriftlichen Noten wurden durch Bläser-Anwärter gehalten und nach Gehör korrigiert. Für Johannes Kuhlo war die Bläser- und Posaunenchorarbeit ein Teil der kirchlichen Jugendarbeit und Jungmännerarbeit.

### 1933 bis 1945
Die politische Gleichschaltung und das Reichskulturkammergesetzes vom 22. September 1933 zwang die einzelnen Posaunenchöre, sich in einer Körperschaft zu organisieren, um mit dem nationalsozialistischen Staat zusammenzuarbeiten. Posaunenchöre, die sich nicht organisierten, verloren das Recht auf jedes öffentliche Wirken, wozu auch das Blasen im Gemeinschaftslokal zählte.
So gründeten am 8. Mai 1934 Fritz Bachmann (* 3. Oktober 1900; † 11. August 1961) von der Evangelischen Posaunenmission Deutschlands, Johannes Kuhlo, Kantor Adolf Strube vom Reichsverband für evangelische Kirchenmusik, Oberlandeskirchenrat Adolf Müller aus Dresden und der Diakon Otto Redlitz den Verband evangelischer Posaunenchöre, V.E.P. Fritz Bachmann wurde zum Reichsobmann gewählt. Doch ohne Beitritt zur Reichsmusikkammer war ein Überleben des Verbandes unmöglich. Der Gnadauer Bund unter seinem Vorsitzenden Pastor Walter Michaelis übertrug die Aufgabe der Zusammenfassung und Geschäftsleitung der Gemeinschaftposaunenchöre an Willi Hennes, dem Bundeswart des Gnadauer Evangelischen Sängerbundes, ESB. Das Ergebnis war die Gründung des Gemeinschafts Posaunenbundes, Gnadauer Verband. Am 8. Juni 1934 trat der neu gegründete Gnadauer Posaunenbund der Reichsmusikkammer bei. Eine Sondervereinbarung in diesem Vertrag garantierte den Chören ihre Selbständigkeit.

### 1945 bis 1989

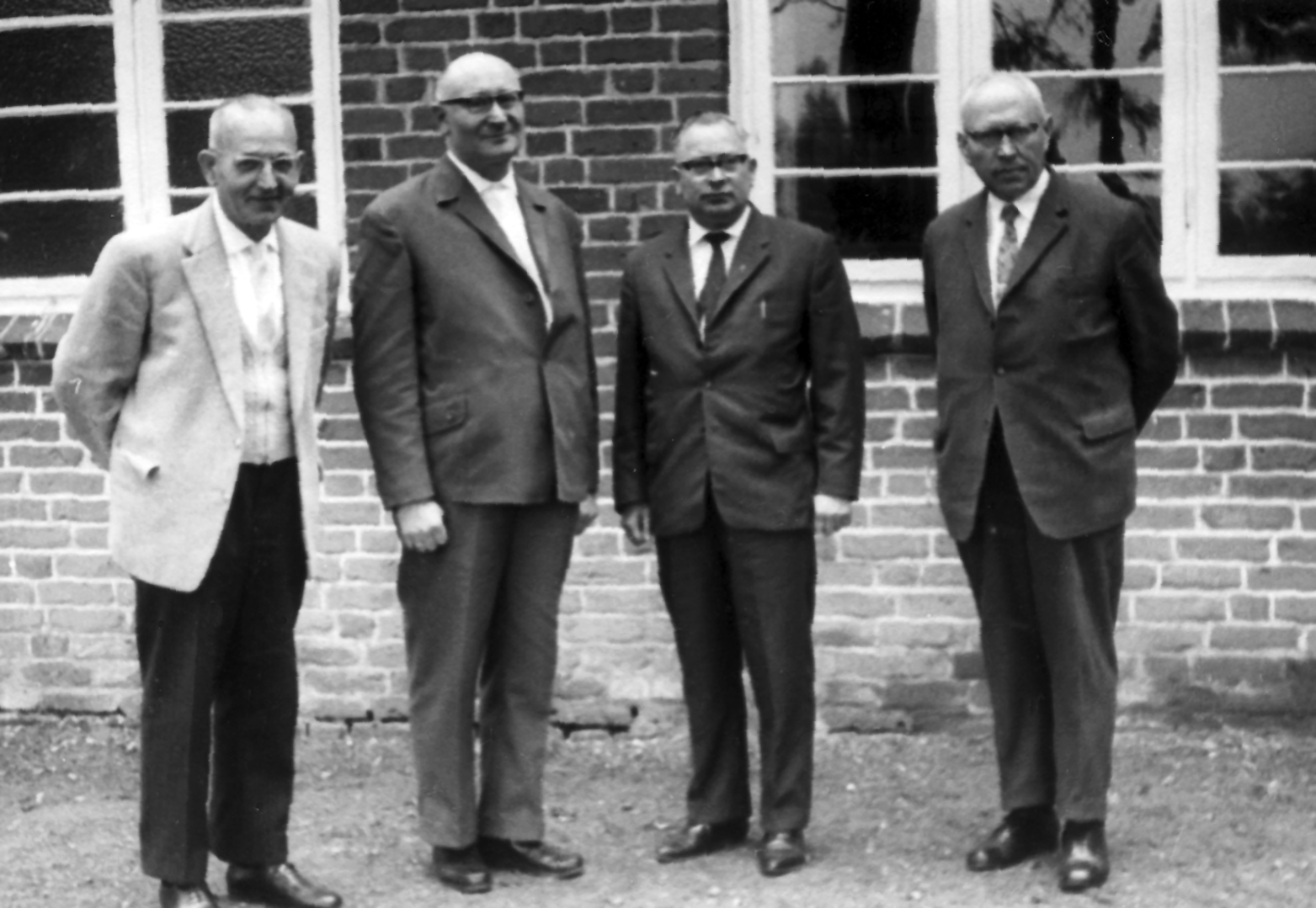
Die Initiatoren des Bundes nach 1945, (von links): Gerhard Borchers, Walter Mackscheidt, Hermann Mink, Friedrich Haase am 24. Mai 1963 im Waldheim am Brahmsee

Nach dem Zweiten Weltkrieg entwickelten sich Ost und West getrennt. 1948 wurde in der DDR vom Landesinspektor des sächsischen Gemeinschaftswerkes, Bruder Arthur Mütze aus Chemnitz, Oskar Bosse (* 1. März 1893; † 19. November 1979) beauftragt, den danieder liegenden Posaunendienst neu aufzubauen. Der Gnadauer Verband Ost gliederte sich in der DDR in fünf Gemeinschaftsbezirke: Mecklenburg, Berlin-Brandenburg, Sachsen-Anhalt, Thüringen und Sachsen. Aufgrund des permanenten Notenmangels gewann Oskar Bosse die Komponisten Horst Karl Hessel und Johannes Brunner, den Kirchenmusiker Herbert Gadsch, Johannes Petzold, Paul Geilsdörfer und Leopold Hassenkamp, neues Liedgut in ansprechenden Bläsersätzen für die Posaunenchöre aufzuarbeiten. So entstanden die drei Bände Mit hellen Posaunen (HP), welche auch in westdeutschen Chören unter der Abkürzung MhP verbreitet und beliebt waren.
In Westdeutschland war die Entwicklung Anfang der 1950er Jahre ebenfalls schwierig. Auf der Vorstandssitzung vom 22. bis 26. Februar 1954 wurde der Prediger Friedrich Haase aus Gießen zum Ersten Vorsitzenden gewählt und es wurde das Liederwerk Alles durch Jesus herausgegeben. Geprägt wurde die Entwicklung durch das Wirken von Horst Wilm, der 1965 das Amt des Bundesposaunenwartes übernahm und neben seiner beruflichen Tätigkeit als Posaunist der Bamberger Symphoniker bis 1990 viele Chöre besuchte, Schulungen und Freizeiten abhielt. 1990 hatte der GPB-West 151 Chöre.

### Seit 1991
1991 erfolgte die Wiedervereinigung beider Landesteile Deutschland durch einen offiziellen Beitritt der sechs mitteldeutschen Landesverbände. Der Bund gab 2002 eine DVD über die Geschichte des Gnadauer Posaunenbundes für den internen Gebrauch in Auftrag, welche wie folgt endet:
Gott loben, das ist unser Amt. (EG 288,5)

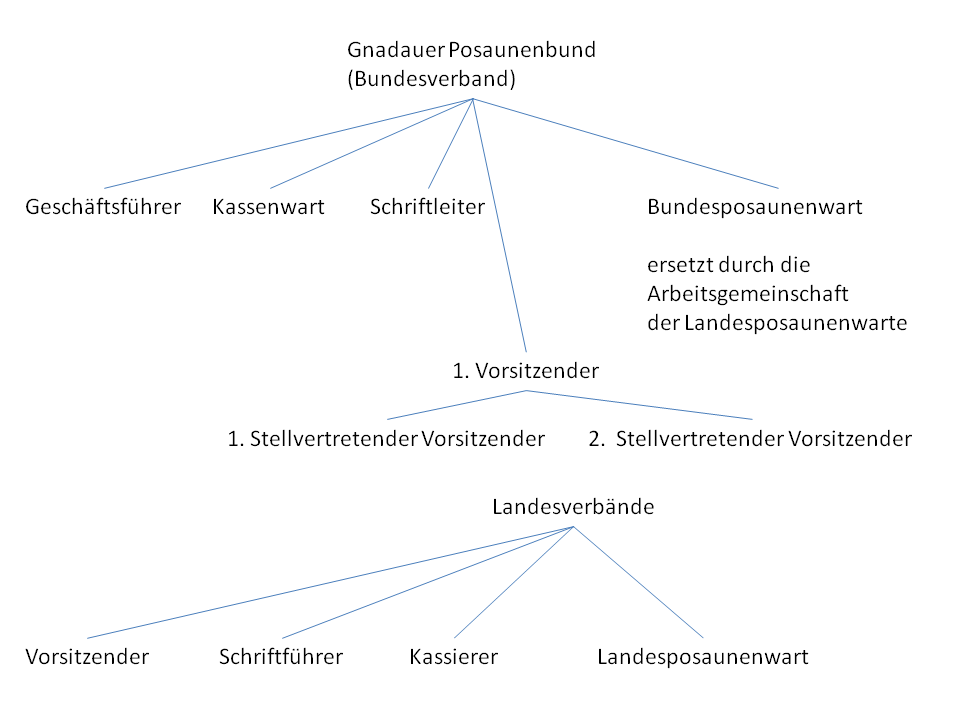
Organisation des Bundes

## Logo
Nach der Interpretation des Predigers Siegfried Wahls aus Bad Oeynhausen geht das GPB-Logo auf den Vorschlag des Leipziger Grafikers Matthias Klemm zurück und wurde am 31. März von der Jahreshauptversammlung 1993 in Woltersdorf angenommen. Es stellt einen Kreis mit zwei Ohren und sich kreuzenden Linien in den Farben Rot, Blau und Weiß dar. Der Kreis symbolisiert den runden Schalltrichter der Instrumente und steht für die Dienstgruppen der christlichen Gemeinden, wie Bibel-, Haus-, Jugend- und Bläserkreise. Das eine „Ohr“ – dem Stimmzug einer Posaune nachempfunden – nach rechts oben zeigend, soll an (1. Buch Samuel 3:9) erinnern: Rede, Herr, dein Knecht hört! Das nach links unten weisende „Ohr“ (das einem Posaunenzug ähnelt) steht für den Missionsbefehl Jesu Christi im (Evangelium nach Matthäus 28: 16 ff.). Die Farbe Rot steht für das Sterben Jesu Christi am Kreuz und die damit verbundene Erlösung (Epheser 1:7). Blau steht für das Gottes-Geschenk (1. Brief des Petrus1:3) und (Brief des Paulus an die Römer 12:12). Weiß steht für das Geheimnis des Lebens (1. Brief des Johannes 1:14) und (Jesaja 40:5).

## Entwicklung der Verbände und Mitglieder
| Jahr | Deutsche Landesverbände | Internationale Landesverbände | Anzahl der Chöre | Anzahl der Bläser |
| ---- | ----------------------- | ----------------------------- | ---------------- | ----------------- |
| 1935 | 9                       |                               | 284              | 2803              |
| 1984 | 9                       | 1 (Brasilien)                 | 159              | 1814              |
| 2000 | 14                      | 1 (Brasilien)                 | 233              | 2758              |
| 2001 | 14                      | 1 (Brasilien)                 | 228              | 2673              |
| 2009 | 14                      | 1 (Brasilien)                 | 205              | 2475              |
| 2010 | 14                      | 1 (Brasilien)                 | 203              | 2400              |
| 2011 | 14                      | 1 (Brasilien)                 | 194              | 2243              |
| 2012 | 13                      | 1 (Brasilien)                 | 189              | 2169              |
| 2017 | 13                      | 1 (Brasilien)                 | 163              | 1685              |

## Organe
Organe des GPB sind die Hauptversammlung, der Vorstand und der erweiterte Vorstand.
Geschäftsführer und Kassenwart in Personalunion ist Marcus Liebmann.

### 1. Vorsitzende
| Zeitraum  | Erste Vorsitzende                             | Ort                          |
| --------- | --------------------------------------------- | ---------------------------- |
| 1934–1954 | Willi Hennes                                  | Wuppertal                    |
| 1954–1961 | Friedrich Haase                               | Gießen                       |
| 1961–1969 | Prediger Gerhard Borchers (* 16. April 1904)  | Landau in der Pfalz          |
| 1969–1975 | Prediger Christian Hermann (* 1. Januar 1934) | Grünstadt                    |
| 1975–1976 | Gerhard Nickel                                | Hofheim (Lampertheim)        |
| 1976–1983 | Architekt Jakob Albrecht                      | Heinebach                    |
| 1983–1992 | Prediger Friedrich Reichwald                  | Bad Hersfeld                 |
| 1992–2000 | Prediger Werner Weiser                        | Kölleda                      |
| 2000–2012 | Uwe Andreas                                   | Ritschermoor                 |
| seit 2012 | Hartmut Reichwald                             | Bielefeld                    |
| seit 2024 | Ralf Jörg Pohlmann                            | Schenefeld (Kreis Steinburg) |

### Landesverbände
Ein Landesverband besteht dann, wenn er mehrere Chöre in einer klar begrenzten Region betreut. Jeder Landesverband, der die Satzung des GPB anerkennt, kann ordentliches Mitglied werden. Ein Höhepunkt der Arbeit der Landesverbände sind die zum Teil jährlich stattfindenden Landesposaunenfeste in den Ländern.
Es gibt folgende Landesverbände:

#### Landesverband Bayern
Der zweitgrößte Landesverband gehört seit 1974 zum GPB. Er besteht aus fünfzehn Chören mit 174 Bläsern. Der Großteil der Chöre ist im Raum Franken anzutreffen, weil dort bis 1999 der ehemalige Bundesposaunenwart Horst Wilm wirkte. Chöre gibt es in Altfeld, Aschaffenburg, Colmberg, Feuchtwangen, Gunzenhausen, Helmbrechts, Hof (Saale), Kerkhofen-Hofen, Lauf (Zapfendorf), Marktredwitz, Sachsen, Schwabach-Katzwang, Schwarzenbach am Wald, Wasserberndorf und Wassertrüdingen.

#### Landesverband Baden-Württemberg
Die Ursprünge dieses Landesverbandes liegen im Brenztal, in Sontheim. Im Oktober 1978 trat der dortige Posaunenchor der Evangelischen Chrischona-Gemeinde, dem Gnadauer Posaunenbund bei. 1970 wurde der Landesverband gegründet. 2008 gehörten vierundzwanzig  Bläser dem Chor an, bzw. wurden ca. einhundert Jungbläser ausgebildet. Posaunen-Chöre gibt es in Eichstetten, Schopfloch (Schwarzwald), Reutlingen, Ehningen, Sontheim an der Brenz, Urbach (Remstal), Konstanz und Dagersheim. Der Landesverband besteht aus acht Chören und 109 Bläsern.

#### Landesverband Berlin-Brandenburg
Der Landesverband wurde 1984 in West-Berlin mit fünf Posaunenchören und einundvierzig Bläsern gegründet. Am 10. Februar 1991 vereinigten sich die Chöre von West-Berlin zum neuen Landesverband Berlin-Brandenburg. Insgesamt gehören elf Posaunenchöre mit 89 Bläsern zum Verband.

#### Landesverband Brasilien
1927 wurde der Posaunenchor Missão Evangélica União Cristã in Brasilien gegründet. Diese bliesen auch weltliche Musik. 1934 brachten Missionare der Gnadauer Brasilien-Mission das Reichsliederbuch (Posaunenausgabe) ins Land und gründeten den Landesverband. 1971 wurde ein Posaunentag mit 60 Bläsern durchgeführt.

#### Landesverband Hessen
Im Bereich des Landesverbandes hat es bereits um die Jahrhundertwende des 18. zum 19. Jahrhundert Posaunenchöre gegeben, welche während der Erweckungsbewegung im Hanauer Land, in Hersfeld und im Umkreis von Kassel entstanden. 1893 wurde der älteste Chor in Herlinghausen gegründet. 1907 wurde der Posaunenchor Erdmannrode gegründet. Nach 1945 nahm die Posaunenarbeit zu. Es mangelte an Notenmaterial. So entstand der Wunsch nach einem Zusammenschluss der Chöre, um die raren Ressourcen besser bündeln zu können. Der Landesverband Hessen wurde 1951 in Kassel gegründet und zum ersten Obmann Prediger Edmund Lieske gewählt. Klar definierte Satzungen des Landesverbandes: Anregungen zu geben, Schulungskurse zu veranlassen, für geeignetes Notenmaterial zu sorgen und einzusetzen, sowie durch Veranstaltung von Posaunenfesten das Werk zu fördern. verursachten eine Aufbruchstimmung und erweckte mit den aktiven Landesverbänden Pfalz und Nordmark die Bundesposaunenarbeit im Nachkriegs-Westdeutschland zu neuem Leben. Die ersten Landesposaunenfeste waren am 8. Juni 1952 in Sterbfritz und am 22. Mai in Schlitz (Vogelsbergkreis).
Der Landesverband besteht aus fünfzehn Chören und 178 Bläsern.

#### Landesverband Mecklenburg
Der Landesverband besteht seit 1991. Zum Landesverband gehören sechs Chöre und 42 Bläsern.

#### Landesverband Niedersachsen

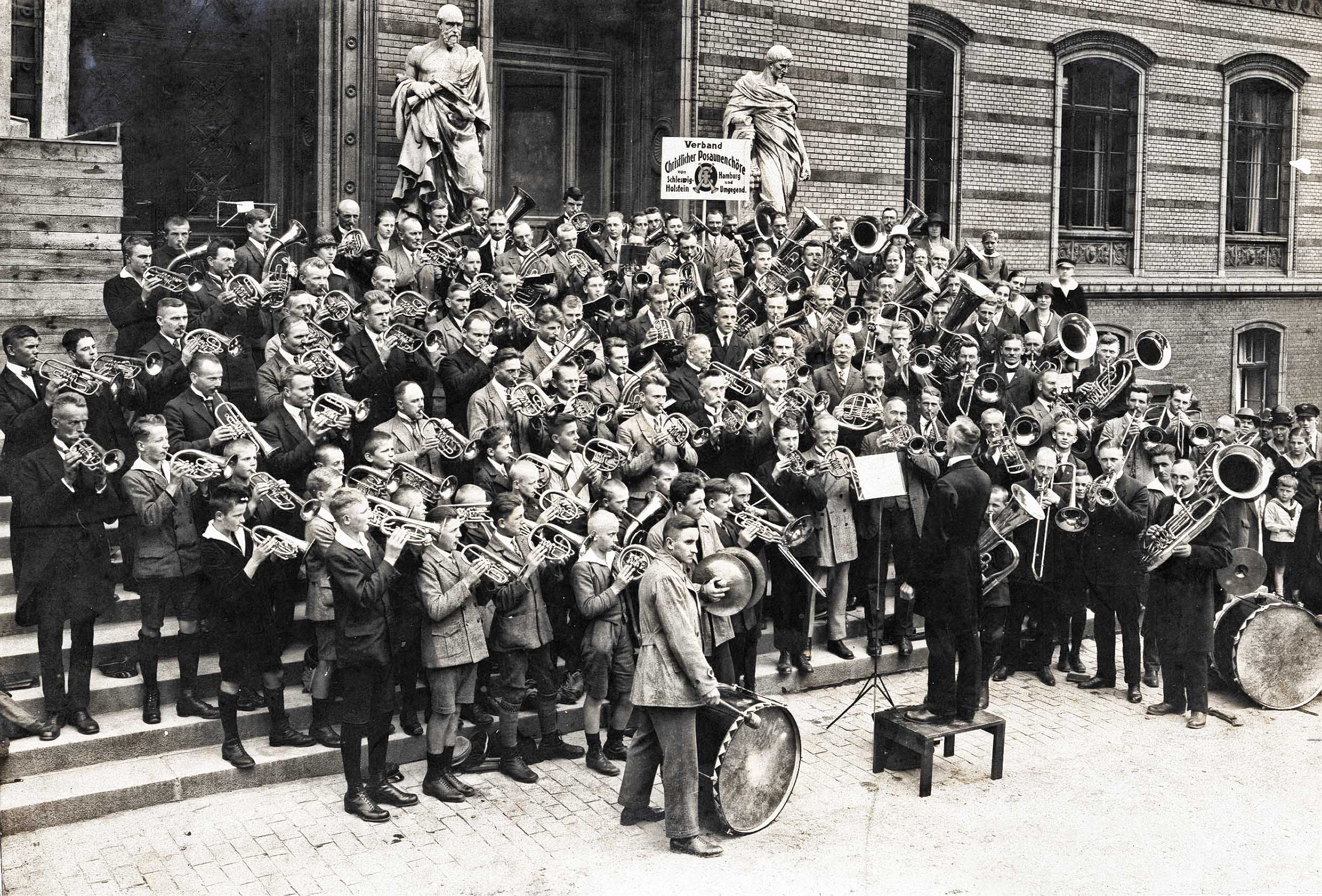
Posaunenfest Kiel 29. August 1926

Der Landesverband Niedersachsen wurde am 16. November 1968 mit acht Chören und 69 Bläsern in Hildesheim gegründet. Erster Vorsitzender wurde Werner Rußmann, welcher das Amt bis 1976 innehatte. Zum Landesverband gehören zwölf Chöre und 113 Bläser.

#### Landesverband Nordmark
Dieser Landesverband ist einer der Gründerverbände des Gnadauer Posaunenbundes. Die Bläserarbeit begann bereits 1871 in Schleswig-Holstein. 1880 wurde der Kieler Posaunenchor gegründet. Die Gründung der Chore erfolgte innerhalb der Männer- und Jünglingsvereine. Diese Vereine waren unter der Leitung des Baron Jasper von Oertzen (1833–1893) im sogenannten Nordbund zusammengeschlossen. Daraus entstand die Vereinigung der Ev. Männer und Jünglingsvereine von Schleswig-Holstein. Hieraus entstand der Christliche Verein Junger Männer, CVJM. Am 9. August 1925 wurde der Verband Christlicher Posaunenchöre von Schleswig-Holstein, Hamburg und Umgebung in Neumünster gegründet. Im Jahre 1934 wurde der Name geändert in Verband christlicher Posaunenchöre der Nordmark. Der Zweite Weltkrieg brachte die Bläserarbeit nahezu zum Erliegen, weil keine Bläser mehr da waren. Bereits zwei Jahre danach wurde das erste Landesposaunenfest in Lindau durchgeführt. Insgesamt elf Chöre und 170 Bläser gibt es in Barmstedt, Elmshorn, Hamburg-Altona, Itzehoe, Lübeck, Neumünster, Tungendorf, Neustadt, Bargteheide, Kiel und Süderbrarup. Seit 1994 gibt es eine Blechbläser-Gruppe Gnadau Nord. Der Posaunenchor der Gemeinschaft in der ev. Kirche Elmshorn wurde am 28. März 2012 mit der Pro-Musica-Plakette für 100 Jahre Ehrenamt ausgezeichnet.

#### Landesverband Pfalz
1885 wurde in der Pfalz in Zeiskam der erste Posaunenchor gegründet. Weitere Posaunenchöre gibt es in Annweiler, Bad Bergzabern/Freckenfeld, Grünstadt, Haßloch, Homburg, Kaiserslautern. Neustadt, Rodenbach (Westpfalz), Pirmasens und Zweibrücken. Nach 1945 war der Landesverband mit 25 Posaunenchören und 260 Bläsern im GPB-West zahlenmäßig der größte und einer der drei großen Stützen der Bläserarbeit in der schweren Nachkriegszeit. Es gibt zehn Chöre und 115 Bläser im Landesverband.

#### Landesverband Rheinland-Westfalen
Der Landesverband wurde im Januar 1977 in Mülheim an der Ruhr gegründet. 1975 produzierte der Landesverband eine Schallplatte unter dem Titel Zur Zeit der letzten Posaune unter der Leitung von Horst Wilm, welche aufgrund der Nachfrage unter dem Titel Wachet auf, ruft uns die Stimme erneut aufgelegt wurde. Zum Landesverband gehören fünf Chöre und 76 Bläser.

#### Landesverband Rhein-Main-Neckar
Der Landesverband wurde am 6. Oktober 1962 in Hofheim (Lampertheim) gegründet. Erster Vorsitzender war Gerhard Nickel aus Hofheim. Zum Landesverband gehören sieben Chöre und neunzig Bläser.

#### Landesverband Sachsen
Im stärksten Landesverband des Gnadauer Posaunenbundes haben 67 Orte einen Posaunenchor mit 829 Bläsern. Innerhalb des Landesverbandes wirkte bis 2006 der Komponist Horst Karl Hessel. Bereits 1908 wurde in Albernau ein Posaunenchor gegründet. 1947 wurde der Posaunenchor in Friedersdorf gegründet. 1954 wurde ein Posaunenchor in Hilmersdorf und 1960 ein Posaunenchor in Lößnitz gegründet.

#### Landesverband Mitteldeutschland
Die ehemaligen Landesverbände Sachsen-Anhalt und Thüringen schlossen sich 2012 zum Landesverband Mitteldeutschland zusammen. 2012 gehörten zum ehemaligen Landesverband Sachsen-Anhalt acht Chöre und 76 Bläser. Im ehemaligen Landesverband Thüringen bestand der Posaunenchor Suhl bereits seit 1926. 1958 wurde der Posaunenchor Ohrdruf gegründet. Der Posaunenchor Marisfeld begann seine Arbeit am 5. Oktober 1959. 2010 umfasste dieser Chor siebzehn Bläser. Seit 1993 bestand ein Thüringer Blechbläserkreis, welche Konzerte zu besonderen Anlässen in Kirchen, Bürgerhäusern, Burgsälen und Auftritte zu Jubiläen des Thüringer Landesverbandes gab. Es gab bis zum Zusammenschluss insgesamt 14 Chöre und 170 Bläser im ehemaligen Landesverband Thüringen.

#### Landesverband Vorpommern
Pommern feiert seit 1907 unter der Leitung des Prediger Bruder Steinborn Posaunenfeste. Es gab Chöre in Vorbruch, Alt-Sanskow, Polzin, Groß-Poplow, Schönwalde, Freienwalde, Stargard, Pyrzyce und Stettin mit ca. 40 Bläsern. 1912 übernahm Paul Zeiger die Leitung. Pfingsten 1927 fand in Swinemünde das 9. Pommersche Posaunen- und Gesangsfest mit 752 Sängern, 134 Bläser und 15 Posaunenchören statt. Bis 1932 stieg die Anzahl der Posaunenchöre und Bläser mit 20 Orten auf 163 Bläsern. Nach dem Tode von Paul Zeiger übernahm Herbert Westphal die Leitung. Nach dem Ende des Zweiten Weltkrieges gab es in Vorpommern keine selbstständige Posaunenarbeit mehr. Erst 1951 fand wieder ein Gesangs- und Musikfest in Pasewalk statt. 1953 wird der Kontakt mit Oskar Bosse aufgenommen. Am 4. März 1956 fand ein Posaunenfest in Greifswald statt. 2010 befanden sich Chöre in Bansin, Barth, Demmin, Prenzlau und Stralsund. Insgesamt gibt es fünf Chöre und 66 Bläser.

## Bundesarchiv
Das Archiv des GPB beinhaltet die Dokumentation der Jahreshauptversammlungen, Filme unter anderem von den Bundesposaunenfesten, Fotografien, Schriftstücke, Rundschreiben und Programme des Bundesverbandes und der Landesverbände. Es wird vom Rainer Sauer aus Bad Hersfeld betreut. Ein Inhaltsverzeichnis des Bestandes ist vorhanden.

## Jahreshauptversammlung

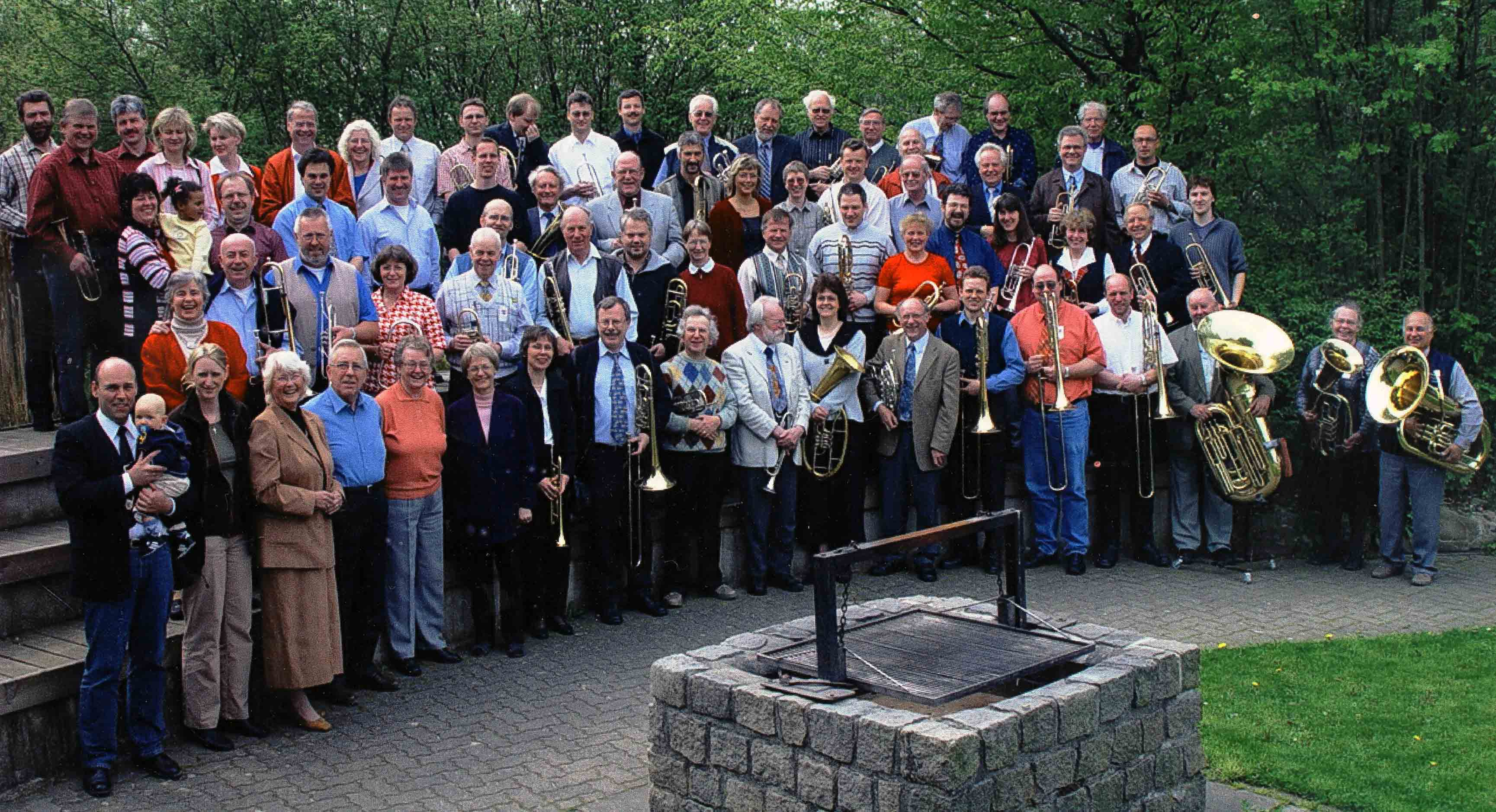
Jahreshauptversammlung Mai 2004 am Wittensee

Auf den jährlich stattfindenden Hauptversammlungen treffen sich die Mitglieder des erweiterten Vorstandes und die Delegierten der Landesverbände. Zu den Aufgaben der Hauptversammlung gehören unter anderem die Beschlussfassung über:
1. Aufstellung von Richtlinien für die Arbeit des Bundes
2. Wahl des Vorstandes – ausgenommen der Vertreter der Arbeitsgemeinschaft der Landesposaunenwarte
3. Entgegennahme der Jahresberichte des Vorstandes und der Landesverbände
4. Aufnahme und Ausschluss von ordentlichen Mitgliedern
5. Kassenprüfung und Höhe der Mitgliedsbeiträge

Besondere Höhepunkte sind die Präsentationen der gastgebenden Landesverbände.
Jahreshauptversammlungen fanden wie folgt statt:

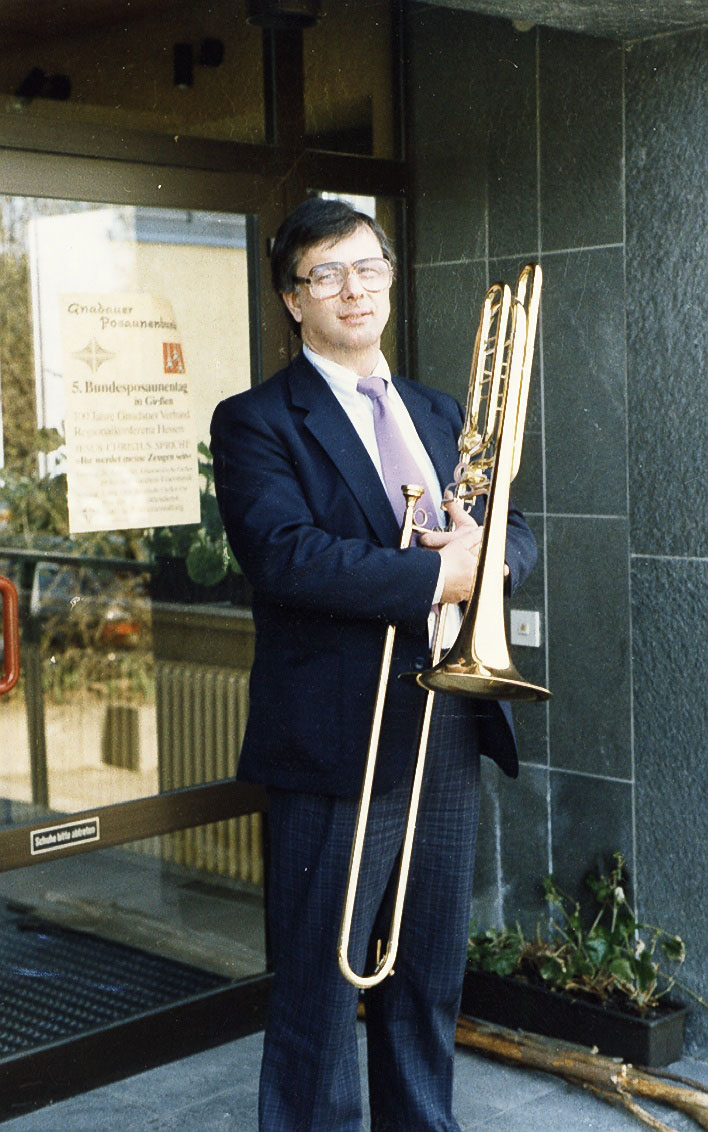
Horst Wilm (Bundesposaunenwart) am 17. April 1988 auf der Jahreshauptversammlung in Neukirchen

| Jahr | Datum             | Ort                             | Landesverband       |
| ---- | ----------------- | ------------------------------- | ------------------- |
| 1965 | 24. bis 25. April | Darmstadt                       | Rhein-Main-Neckar   |
| 1966 | 23. bis 24. April | Bad Hersfeld                    | Hessen              |
| 1990 | 21. bis 22. April | Wittensee                       | Nordmark            |
| 1991 | 13. bis 14. April | Bergkirchen (Niedersachsen)     | Niedersachsen       |
| 1992 | 25. bis 26. April | Rothenburg ob der Tauber        | Bayern              |
| 1993 | 24. bis 25. April | Woltersdorf (bei Berlin)        | Berlin-Brandenburg  |
| 1994 | 16. bis 17. April | Bad Blankenburg                 | Thüringen           |
| 1995 | 29. bis 30. April | Pracht                          | Rheinland-Westfalen |
| 1996 | 20. bis 21. April | Königstein (Sächsische Schweiz) | Sachsen             |
| 1997 | 12. bis 13. April | Staudernheim                    | Rhein-Main-Neckar   |
| 1998 | 18. bis 19. April | Elbingerode (Harz)              | Sachsen-Anhalt      |
| 1999 | 10. bis 11. April | Ostseebad Sellin                | Vorpommern          |
| 2000 | 13. bis 14. Mai   | Waldfischbach                   | Pfalz               |
| 2001 | 28. bis 29. April | Schwäbisch Gmünd                | Württemberg         |
| 2002 | 13. bis 14. April | Mücke                           | Hessen              |
| 2003 | 26. bis 27. April | Krelingen                       | Niedersachsen       |
| 2004 | 1. bis 2. Mai     | Wittensee                       | Nordmark            |
| 2005 | 23. bis 24. April | Salem                           | Mecklenburg         |
| 2006 | 29. bis 30. April | Hattingen                       | Rheinland-Westfalen |
| 2007 | 21. bis 22. April | Pappenheim                      | Bayern              |
| 2008 | 12. bis 13. April | Woltersdorf (bei Berlin)        | Berlin-Brandenburg  |
| 2009 | 28. bis 29. März  | Rudolstadt                      | Thüringen           |
| 2010 | 17. bis 18. April | Schmiedeberg (Dippoldiswalde)   | Sachsen             |
| 2011 | 9. bis 10. April  | Oberwesel                       | Rhein-Main-Neckar   |
| 2012 | 23. bis 25. März  | Lutherstadt Wittenberg          | Sachsen-Anhalt      |
| 2013 | 12. bis 14. April | Ostseebad Sellin                | Vorpommern          |
| 2014 | 28. bis 30. März  | Bad Münster am Stein-Ebernburg  | Pfalz               |

## Bundesposaunenfest

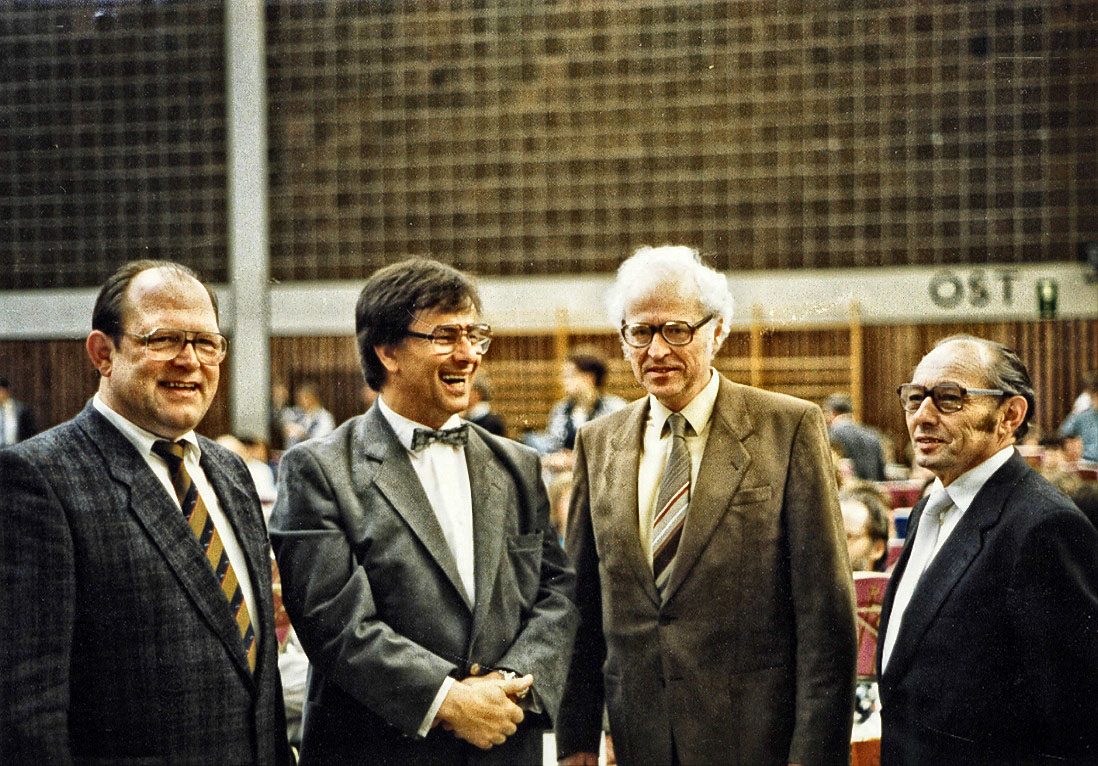
Bundesposaunenfest am 1. Mai 1988 in Gießen, (v.l.) Siegfried Wahls (Vertreter des 1. Vorsitzenden des GPB), Horst Wilm (Bundesposaunenwart), Johannes Brunner (Landesposaunenwart Berlin-Brandenburg), Kurt Schramm (Landesposaunenwart Sachsen)

Bis zur Wiedervereinigung führte der GPB einen Posaunentag durch. Am 29. April 1994 wurde in Kaiserslautern erstmals ein Bundesposaunenfest gefeiert, das seit dieser Zeit alle fünf Jahre durchgeführt wird. Bis 1990 gab es das Amt des Bundesposaunenwart, welches durch die Arbeitsgemeinschaft AG der Landesposaunenwarte abgelöst wurde. Bundesposaunenwart in den Jahren von 1965 bis 1990 war Horst Wilm (* 8. August 1939; † 21. Juli 1999).
| Jahr | Datum                 | Ort                 |
| ---- | --------------------- | ------------------- |
| 1974 | 4. September          | Aschaffenburg       |
| 1977 | 3. bis 4. September   | Kassel              |
| 1980 | 22. bis 23. August    | Bochum              |
| 1984 | 22. bis 24. September | Böblingen           |
| 1988 | 30. April bis 1. Mai  | Gießen              |
| 1994 | 29. April bis 1. Mai  | Kaiserslautern      |
| 1999 | 25. bis 27. Juni      | Mannheim            |
| 2004 | 8. bis 10. Oktober    | Dresden             |
| 2009 | 1. bis 3. Mai         | Baunatal bei Kassel |
| 2014 | 2. bis 4. Mai         | Hamburg             |
| 2019 | 3. bis 5. Mai         | Neubrandenburg      |
| 2025 | 2. bis 4. Mai         | Baunatal            |

## Auszeichnungen
Der GPB verleiht seit 1999 nach 50 Jahren der Mitgliedschaft und an Persönlichkeiten, die sich um die Bläserarbeit verdient gemacht haben, die Goldene Ehrennadel des Gnadauer Posaunenbundes und ein Schmuckblatt. Diese erhielt u. a.:
- Horst Karl Hessel 2006

Manche Landesverbände vergeben folgende Auszeichnungen:
- Ehrennadel in Bronze ab 1 Jahr Mitgliedschaft
- Ehrennadel in Silber ab 10 Jahren Mitgliedschaft
- Ehrennadel in Gold ab 25 Jahren Mitgliedschaft
- Goldene Ehrennadel ab 50 Jahren Mitgliedschaft (im Auftrag des GPB)

## Publikationen

### Bläserruf
Viermal im Jahr erscheint die farbige Mitglieder-Zeitschrift Bläserruf. Die redaktionelle Arbeit und das Layout übernimmt die auf jeweils vier Jahre gewählte Schriftleitung (aktuell: Andreas Schulz, Zeitz). Das bis zu 24 Seiten umfassende Magazin enthält jeweils eine Kurzandacht und berichtet vor allem über die Arbeit der Landesverbände und Chöre, informiert über Veranstaltungstermine, Schulungen, Konzerte, neue Notenausgaben u. a. m. und wird an alle Posaunenchöre sowie weitere Interessenten versandt. Zusätzlich werden aktuelle und zurückliegende Ausgaben auf der Homepage des Gnadauer Posaunenbundes zum Download bereitgestellt. Den Namen Bläserruf erklärte die Redaktion 1965 in zweifachem Sinne:
1. Er soll den Bläsern zurufen: Seid treu in dem Dienst für den Herrn.
2. Er soll die Mitglieder an die Aufgabe erinnern: Mit ihren Instrumenten zu rufen: Hört, Jesus ruft, kommt alle her.[5]

Den Namen trägt das Mitteilungsblatt seit der Jahreshauptversammlung in Darmstadt 1965. Erste Mitteilungsblätter erhielten die Mitglieder bereits seit dem Frühjahr 1964, den regelmäßigen Bläserruf seit Mai 1965 zugesandt.

### Notenausgaben
- vor 1949 Bläserausgabe des Gemeinschaftsliederbuches (GL)
- 1949 Fritz Bachmann: Lass Dir unser Lob gefallen., 1. Band
- 1950 Fritz Bachmann: Lobt Gott., 1. Band
- 1954 Siegfried Fritz: Lobt Gott mit frohem Schall.
- 1960 Oskar Bosse, Horst Karl Hessel: Hell erschalle Gottes Ruhm.
- 1967 Oskar Bosse, Horst Karl Hessel: Mit hellen Posaunen. 1. Band
- 1972 Oskar Bosse, Horst Karl Hessel: Mit hellen Posaunen. 2. Band, 1977 zweite Auflage
- 1975 Horst Wilm: Alles durch Jesus. 1. Band
- 1977 Horst Wilm: Alles durch Jesus. 2. Band (Schwerpunkt: Alte Bläsermusik und Chorale von Johann Sebastian Bach)
- 1980 Horst Wilm: Alles durch Jesus. 3. Band
- 1982 Kurt Schramm, Horst Karl Hessel: Mit hellen Posaunen. 3. Band
- 1984 Horst Wilm: Alles durch Jesus. 4. Band
- 1995 Johannes Brunner: Betet Gott an. 1. Band
- 1996 Posaunenausgabe des Neuen Gemeinschaftsliederbuch (NGL). (741 Lieder)
- 2002 Johannes Brunner: Betet Gott an. 2. Band
- 2004 Gnadauer Bläserheft 2004
- 2007 Gnadauer Bläserheft 2007
- 2010 Singt das Lied der Freude 2. Band

### Musikproduktionen
- Horst Wilm, Rainer Rückschloss, Birgit Voss, Burkhard Browa, Gnadauer Posaunenbund: Zur Zeit der letzten Posaune. Schallplatte, Hänssler, Neuhausen (Filder), 1977.
- Horst Wilm, Gnadauer Posaunenbund: Wir haben einen Felsen. Schallplatte, Verlag der Liebenzeller Mission, Bad Liebenzell, 1977.
- Martin Jödt, Ernst Leuze, Paul Mühlschlegel, Rainer Nauber: Jauchzet dem Herrn alle Welt. Schallplatte, Verlag der Liebenzeller Mission, Bad Liebenzell, 1977.
- Andreas Woyke, Horst Wilm, Gnadauer Posaunenbund: Helle Posaunen. Schallplatte, Verlag der Liebenzeller Mission, Bad Liebenzell, 1981.
- Horst Wilm, Birgit Voss, Gnadauer Posaunenbund: Wachet auf, ruft uns die Stimme: Festliche Choräle und Choralbearbeitung. Schallplatte, Hänssler, Neuhausen (Filder), 1984.
- Peter Hahne, Jean F. Michel, Gnadauer Posaunenbund: Mit fröhlichem Munde. Musikkassette, Verlag der Liebenzeller Mission, Bad Liebenzell, 1984.
- Gnadauer Posaunenbund: Dich loben wir alle. Johann Sebastian Bach. Musikkassette, Verlag der Liebenzeller Mission, Bad Liebenzell, 1984.
- Gnadauer Posaunenbund: 4. Gnadauer Posaunentag Böblingen 1984. Musikkassette, Verlag der Liebenzeller Mission, Bad Liebenzell, 1985.
- G. Raabe, Gnadauer Posaunenbund: Jauchzet in allen Landen. Musikkassette, Verlag Hänssler CLASSIC, Holzgerlingen, 2000.